# Democrazia Liberale di Slovenia

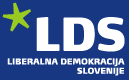
Logo iniziale

Democrazia Liberale di Slovenia (in sloveno Liberalna demokracija Slovenije, abbr. in LDS) è un partito politico sloveno di orientamento liberale fondato nel 1994 a seguito della confluenza di tre distinti soggetti politici:
- il Partito Liberal Democratico (Liberalno Demokratska Stranka), fondato nel 1990;
- il Partito Democratico (Demokratska Stranka), fondato nel 1992;
- il Partito Socialista di Slovenia (Socialistična Stranka Slovenije), fondato nel 1990.

La formazione aderisce all'Internazionale liberale e all'Alleanza dei Democratici e dei Liberali per l'Europa.

## Storia
Democrazia Liberale di Slovenia si presenta per la prima volta in occasione delle elezioni politiche del 1996, quando il partito ottiene il 27% dei voti. La vittoria elettorale consente la conferma di Janez Drnovšek come Primo ministro.
Sotto la guida di Drnovšek, LDS mantenne la sua posizione di partito dominante nelle e 2000, quando raggiunse la vetta con il 36,2% delle preferenze.
Durante gli anni novanta, il noto filosofo sloveno Slavoj Žižek era considerato l'ideologo del partito. Questa designazione è probabilmente esagerata, anche se è vero che fino al 2002 Žižek partecipava frequentemente alle manifestazioni organizzate dal partito e nel 1990 fu persino il suo candidato alla Presidenza della Repubblica (organo collegiale di poca importanza, con funzioni ausiliarie al Presidente della Repubblica, abolito con la costituzione democratica del 1991).
Nel 2002 Drnovšek venne eletto Presidente della Repubblica e venne sostituito a capo del governo e del partito da Anton Rop. Alle elezioni europee del 2004, LDS ottenne il 21,9% dei voti e 2 dei 7 seggi sloveni nel Parlamento europeo, contro i 4 dell'allora opposizione conservatrice. Nello stesso anno, il partito soffrì la sua prima sconfitta alle elezioni parlamentari, ottenendo 23 seggi (22,8%) nel Parlamento e diventando così il secondo partito. Quando il Parlamento elesse il nuovo Governo presieduto da Janez Janša, la Democrazia Liberale di Slovenia si trovò quindi all'opposizione.
Nel 2007, il partito entrò in una profonda crisi, causata da una doppia scissione al suo interno. L'ala socioliberale del partito si staccò per formare una nuova formazione politica, Zares, mentre l'ala più vicina a posizioni socialiste, guidata dall'ex premier Anton Rop, si unì ai Socialdemocratici. In seguito a queste scissioni, il nucleo restante del partito decise una svolta programmatica, avvicinando il proprio programma all'ideologia liberista.
Alle politiche del 2008 LDS crollò dal 22,8% dei voti al 5,2% e da 23 a 5 deputati. Il calo fu solo in parte determinato dal successo di Zares. Molti consensi liberaldemocratici sono infatti defluiti verso i Socialdemocratici, che sono passati dal 10 al 30%. LDS entrò, comunque, a far parte del governo a guida socialdemocratica.
Alle elezioni del 2011 LDS calò all'1,5% dei consensi e, non avendo superato lo sbarramento del 4%, non elesse deputati per la prima volta nella sua storia.

## Risultati elettorali
| Elezione          | Voti    | %     | Seggi   |
| ----------------- | ------- | ----- | ------- |
| Parlamentari 1996 | 288.783 | 27,01 | 25 / 90 |
| Parlamentari 2000 | 390.306 | 36,26 | 34 / 90 |
| Europee 2004      | 95.489  | 21,91 | 2 / 8   |
| Parlamentari 2004 | 220.848 | 22,80 | 23 / 90 |
| Parlamentari 2008 | 54.771  | 5,21  | 5 / 90  |
| Europee 2009      | 53.212  | 11,50 | 1 / 8   |
| Parlamentari 2011 | 16.268  | 1,48  | 0 / 90  |
| 1.                |         |       |         |